# 教會聖師
教會聖師（拉丁語：Doctor Ecclesiae，意大利語：Dottore della Chiesa），或稱教會博士，是基督宗教教會給予在神學或教義的發展上有卓越成就的學者及聖人的一種頭銜。

## 東西教會分裂前
在東西教會大分裂前，東方的拜占庭教會及西方的拉丁教會都有自己傳統上所景仰的聖師，在西方的拉丁教會於8世紀就已有傳統將四個知名的拉丁教父聖盎博罗修、聖奧司定、聖熱羅尼莫以及教宗聖大額我略視為教會聖師，1298年教宗鲍尼法八世將之確認為正式的頭銜。這四位聖人後來與教宗庇護五世所追奉的四位東方教父聖師互相對應而被稱作「西方四大聖師」
而在東方拜占庭教會，由皇帝利奧六世追奉三位東方的重要教父為聖師，分別是聖金口若望、納期安的聖格利高里以及該撒利亞的聖巴西流等三位。並以每年1月30日為其共同慶日，被稱為三主教日（The feast of The Three Hierarchs），今日依舊是東正教的慶節之一。天主教其後由教宗庇護五世所追封的四位東方聖師中三位皆列在其中，另外一位則是聖亞他那修。

## 天主教

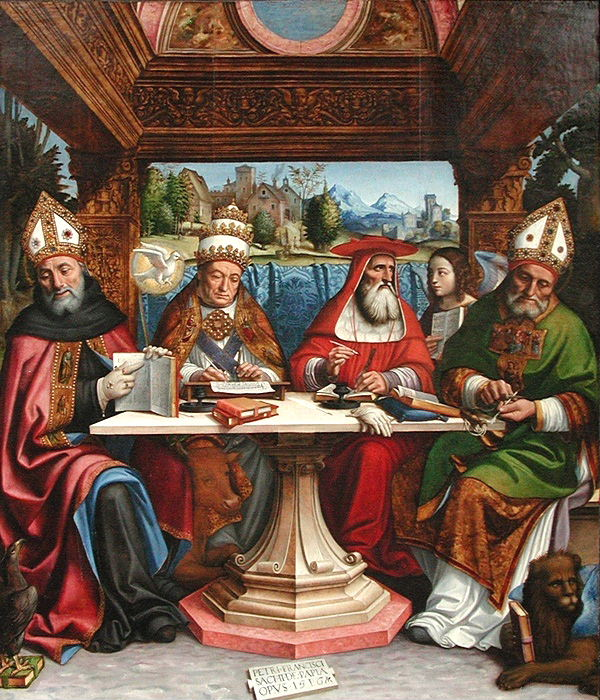
西方四大聖師畫像＜Dottori della Chiesa＞（教會聖師），由義大利畫家皮爾·方濟各·薩基（Pier Francesco Sacchi）繪於1516年，由左至右分別為聖奧斯定、教宗聖額我略一世、聖熱羅尼莫以及聖盎博羅削，此畫像將四活物與四位聖師進行對應，藉此將他們與寫下四本福音書的四大聖史相提並論

1568年教宗庇護五世追封了四位東方教父為聖師分別為聖金口若望、納期安的聖格利高里、該撒利亞的聖巴西流以及聖亞他那修，和四位西方聖師相對，他們被合稱為「東方四大聖師」。庇護五世除了追封四位東方聖師外，也追奉了與他同樣是道明會的神學之王湯馬士阿魁納為聖師。1588年，方濟會會士教宗思道五世也宣告來自方濟會的聖波奈文德拉為聖師。
傳統上給予聖師頭銜有三項條件：1.獲得頭銜者必須是被教會確認的聖人。2.必須在學識上有卓越貢獻。3.由教會宣告此頭銜的追封。教宗本篤十四世對於第三點說明追封是需要由教會的大公會議作宣布。但在實務上後來被贈與教會聖師頭銜的天主教聖人都是由教宗宣布的。為劃定該聖師的敬禮日，大多是諮詢教廷禮儀聖事部檢視該聖師的作品及言行後才作確認及宣告。
被列為教會聖師者為教會所作的學術貢獻各有不同，如教宗大額我略一世那樣知名的書信及短論作家，或者是知名的神秘主義神學家如金口若望。而奧斯定最為知名的是他著書抵制諾斯底主義和摩尼教的學說。多默·阿奎那是重要的系統神學學者。
首位將女性聖人宣布為聖師的教宗為保祿六世，他在1970年宣布了瑟納的聖加大利納与亞維拉的聖德蘭（又稱大德蘭）為聖師，開了將聖女列為聖師之先河。之後又在1997年由教宗若望保祿二世追封里修的聖德蘭（Thérèse de Lisieux，又稱小德蘭以與亞維拉的聖德蘭作區分），以及2012年本篤十六世所追封的賓根的聖赫德嘉。其中的加大利納也是首位在俗神學者被追封聖師頭銜者，她是道明會第三會（又稱俗世會）的成員，宣誓終身不嫁但並非修女。教宗方濟各于2015年宣佈納雷科的聖額我略為普世教會圣師。

### 天主教聖師列表
至今天主教共有37位獲得追奉聖師頭銜的聖人，其中有四位是女性。以職務而論有二位教宗、十七位主教、十三位司鐸、一名執事、三位修女及一位宣誓奉獻守貞的俗世會女性成員。
| 名稱                                       | 外號                                                  | 出生          | 死亡           | 列為聖師 | 身分                                           |
| ------------------------------------------ | ----------------------------------------------------- | ------------- | -------------- | -------- | ---------------------------------------------- |
| 教宗聖大額我略*                            |                                                       | 約540年       | 604年3月12日   | 1298年   | 教宗                                           |
| 聖盎博罗修*                                |                                                       | 約340年       | 397年4月4日    | 1298年   | 米蘭主教                                       |
| 聖奧斯定*                                  | 恩典博士 Doctor gratiae                               | 354年         | 430年8月28日   | 1298年   | 希波主教                                       |
| 聖熱羅尼莫*                                |                                                       | 約347年       | 420年9月30日   | 1298年   | 神父及隱修士                                   |
| 聖金口若望*                                |                                                       | 347年         | 407年          | 1568年   | 君士坦丁堡宗主教                               |
| 聖大巴西流*                                |                                                       | 330年         | 379年1月1日    | 1568年   | 該薩利亞主教                                   |
| 納期安的聖格利高里*                        |                                                       | 329年         | 389年1月25日   |          | 君士坦丁堡宗主教                               |
| 亞歷山大的聖亞他納修*                      |                                                       | 298年         | 373年5月2日    | 1568年   | 亞歷山大宗主教                                 |
| 聖多默·阿奎那                              | 天使博士 Doctor angelicus 全能博士 Doctor communis    | 1225年        | 1274年3月7日   | 1568年   | 神父，神學家，道明會會士                       |
| 聖波奈文德拉                               | 色辣芬天使博士 Doctor seraphicus                      | 1221年}       | 1274年7月15日  | 1588年   | 阿爾巴諾羅馬城郊教區樞機，神學家，方濟會會長   |
| 聖安瑟倫                                   | 壯麗博士 Doctor magnificus 聖母學博士 Doctor Marianus | 約1033年      | 1109年4月21日  | 1720年   | 坎特伯雷總主教，本篤會會士                     |
| 賽維亞的聖依西多祿*                        |                                                       | 560年         | 636年4月4日    | 1722年   | 賽維亞總主教，百科全書作家，歷史學家           |
| 聖金言伯多祿（Peter Chrysologus）*         |                                                       | 406年         | 450年          | 1729年   | 拉韋那主教                                     |
| 教宗聖大良一世*                            |                                                       | 400年         | 461年11月10日  | 1754年   | 教宗                                           |
| 聖伯多祿達彌盎                             |                                                       | 1007年        | 1072年2月21日  | 1828年   | 奧斯底亞樞機，本篤會隱修士                     |
| 克勒窩的聖伯爾納鐸                         | 流蜜博士 Doctor mellifluus                            | 1090年        | 1153年8月21日  | 1830年   | 神父，熙篤會會士                               |
| 普瓦捷的聖依拉略*                          |                                                       | 300年         | 367年          | 1851年   | 普瓦捷主教                                     |
| 聖亞豐索·利古力（St. Alphonsus Liguori）   | 熱誠博士 Doctor zelantissimus                         | 1696年        | 1787年8月1日   | 1871年   | 聖阿加塔德戈蒂主教，贖世主會會祖               |
| 聖方濟各·撒肋爵                            | 愛德博士 Doctor caritatis                             | 1567年        | 1622年12月28日 | 1877年   | 日內瓦主教                                     |
| 亞歷山大的聖濟利祿*                        |                                                       | 376年         | 444年7月27日   | 1883年   | 亞歷山大宗主教                                 |
| 耶路撒冷的聖濟利祿（Cyril of Jerusalem）*  |                                                       | 315年         | 386年          | 1883年   | 耶路撒冷主教                                   |
| 大馬士革的聖若望*                          |                                                       | 676年         | 749年12月5日   | 1883年   | 神父，隱修士                                   |
| 聖比德*                                    |                                                       | 672年         | 735年5月27日   | 1899年   | 神父，本篤會隱修士                             |
| 聖厄弗冷*                                  |                                                       | 306年         | 373年          | 1920年   | 執事                                           |
| 聖伯多祿·加尼削（Peter Canisius）          |                                                       | 1521年        | 1597年12月21日 | 1925年   | 神父，耶穌會會士                               |
| 聖十字若望                                 | 神秘博士 Doctor mysticus                              | 1542年        | 1591年12月14日 | 1926年   | 神父，神祕主義神學者，加爾默羅赤足會會祖       |
| 聖罗贝托·贝拉尔米诺                        |                                                       | 1542年        | 1621年9月17日  | 1931年   | 卡普阿總主教，樞機，神學家，耶穌會會士         |
| 聖艾爾伯圖斯·麥格努斯                      | 百科學博士 Doctor universalis                         | 1193年        | 1280年11月15日 | 1931年   | 雷根斯堡主教，神學家，道明會會士               |
| 里斯本的聖安多尼                           | 福音博士 Doctor evangelicus                           | 1195年        | 1231年6月13日  | 1946年   | 神父，方濟會會士                               |
| 布林底希的聖老楞佐（Lawrence of Brindisi） | 宗徒博士 Doctor apostolicus                           | 1559年        | 1619年7月22日  | 1959年   | 神父，嘉布遣会會士                             |
| 亞維拉的聖德蘭                             |                                                       | 1515年        | 1582年10月4日  | 1970年   | 神祕主義神學者，加爾默羅赤足會會祖             |
| 瑟納的聖加大利納                           |                                                       | 1347年        | 1380年4月29日  | 1970年   | 神祕主義神學者，道明會俗世會成員（宣誓守貞女） |
| 里修的聖德蘭                               |                                                       | 1873年        | 1897年9月30日  | 1997年   | 加爾默羅赤足會修女                             |
| 聖若望·亞維拉（John of Ávila）             |                                                       | 1500年        | 1569年5月10日  | 2012年   | 神父，神祕主義神學者                           |
| 賓根的聖赫德嘉                             |                                                       | 1098年        | 1179年9月17日  | 2012年   | 本篤會隱修女                                   |
| 納雷科的聖額我略                           |                                                       | 約950年       | 1005年         | 2015年   | 度隱修生活的司鐸                               |
| 里昂的聖依勒內*                            | 合一聖師 Doctor unitatis                              | 約130年       | 約202年        | 2022年   | 主教                                           |
| 聖若望·亨利·紐曼                           |                                                       | 1801年2月21日 | 1890年8月11日  | 2025年   | 樞機，司鐸祈禱會會士                           |

有*號者在東正教也被當作聖人看待，只是不一定有聖師稱謂